# 록 워히터

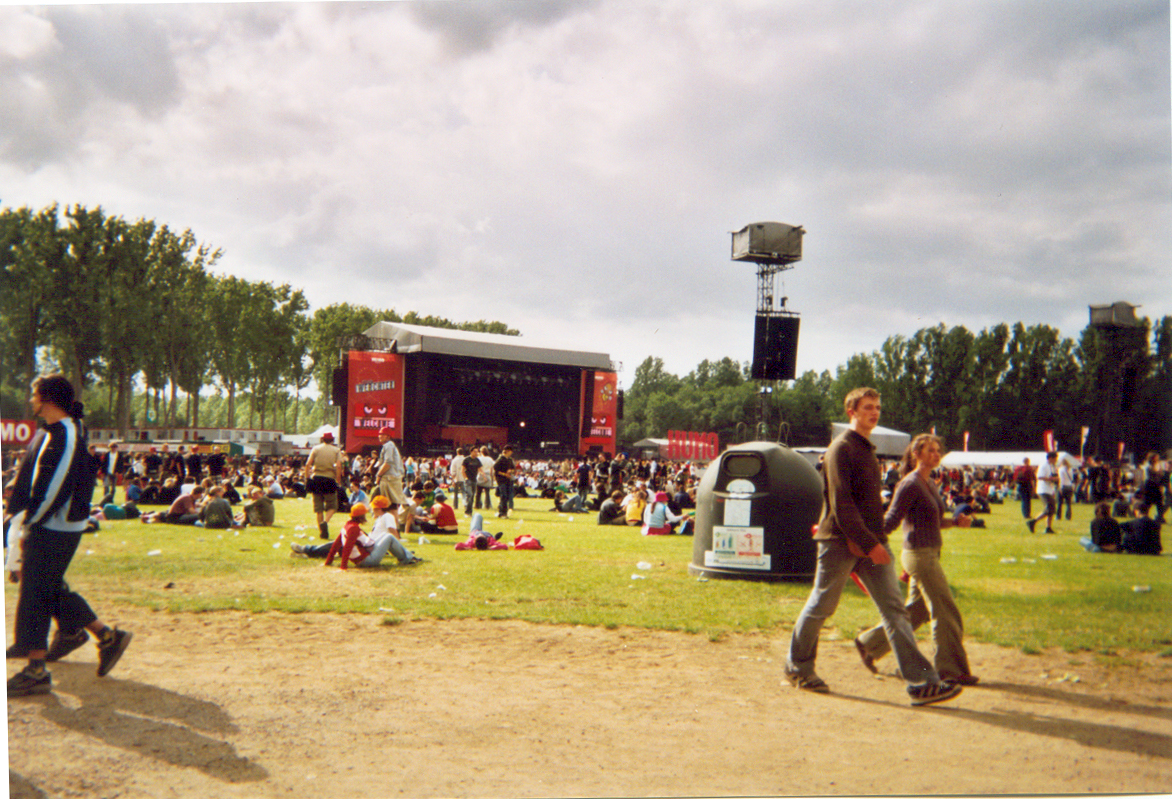

록 워히터(영어: Rock Werchter)는 벨기에에서 매년 열리는 록 페스티벌이다.